# Polesini
de Polesini, hrvatska plemićka obitelj iz Motovuna i Poreča. Od 18. stoljeća članovi obitelji nose naslov markiza.

## Povijest
Plemićka obitelj u srednjem vijeku. Posjedi su bili na području Zamaska, Motovunskih Novaka i Poreča (otok Sv. Nikola, Sv. Ivan od Šterne). Istaknutije osobe daju od 16. stoljeća. S novim vijekom daju intelektualce, političare i crkvene dužnosnike. Girolamo de Polesini (16. st.) na sveučilištu u Padovi bio je profesor prava. Biskup je bio Franjo de Polesini (Francesco de Polesini) iz Motovuna koji je bio kanonikom u Motovunu i poslije biskup Puljske biskupije i Porečke biskupije. Franjin brat Gian Paolo Sereno bio je pravnik i političar. Drugi Gian Paolo bio je visoki pokrajinski dužnosnik, voditelj povijesne sjednice "Sabor nikoga", borac za talijanski nacionalni program. Sin mu Benedetto bio vlasnik dvorane Istarske sabornice.